# レイク・エリー (ミサイル巡洋艦)
レイク・エリー(USS Lake Erie, CG-70)は、アメリカ海軍のミサイル巡洋艦。タイコンデロガ級ミサイル巡洋艦の24番艦。艦名は米英戦争においてアメリカ海軍が勝利したエリー湖の戦いにちなんで名付けられた。

## 概要
イージス弾道ミサイル防衛システムの一部として、レイク・エリーはSM-3を使用して弾道ミサイルを迎撃する能力を持つ。
2008年2月20日、コントロールを失って地上に落下するおそれがあったアメリカ国家偵察局の偵察衛星NROL-21（USA-193）を撃墜する作戦に「ラッセル」 (DDG-59) , 「ディケーター」 (DDG-73)と共に参加しハワイ西方海域に出動。SM-3ミサイルを発射し高度247kmの大気圏外で衛星の破壊に成功した。
2015年に「チョーシン」「ポート・ロイヤル」と共に「休息状態」に置かれることになった。

## 画像集

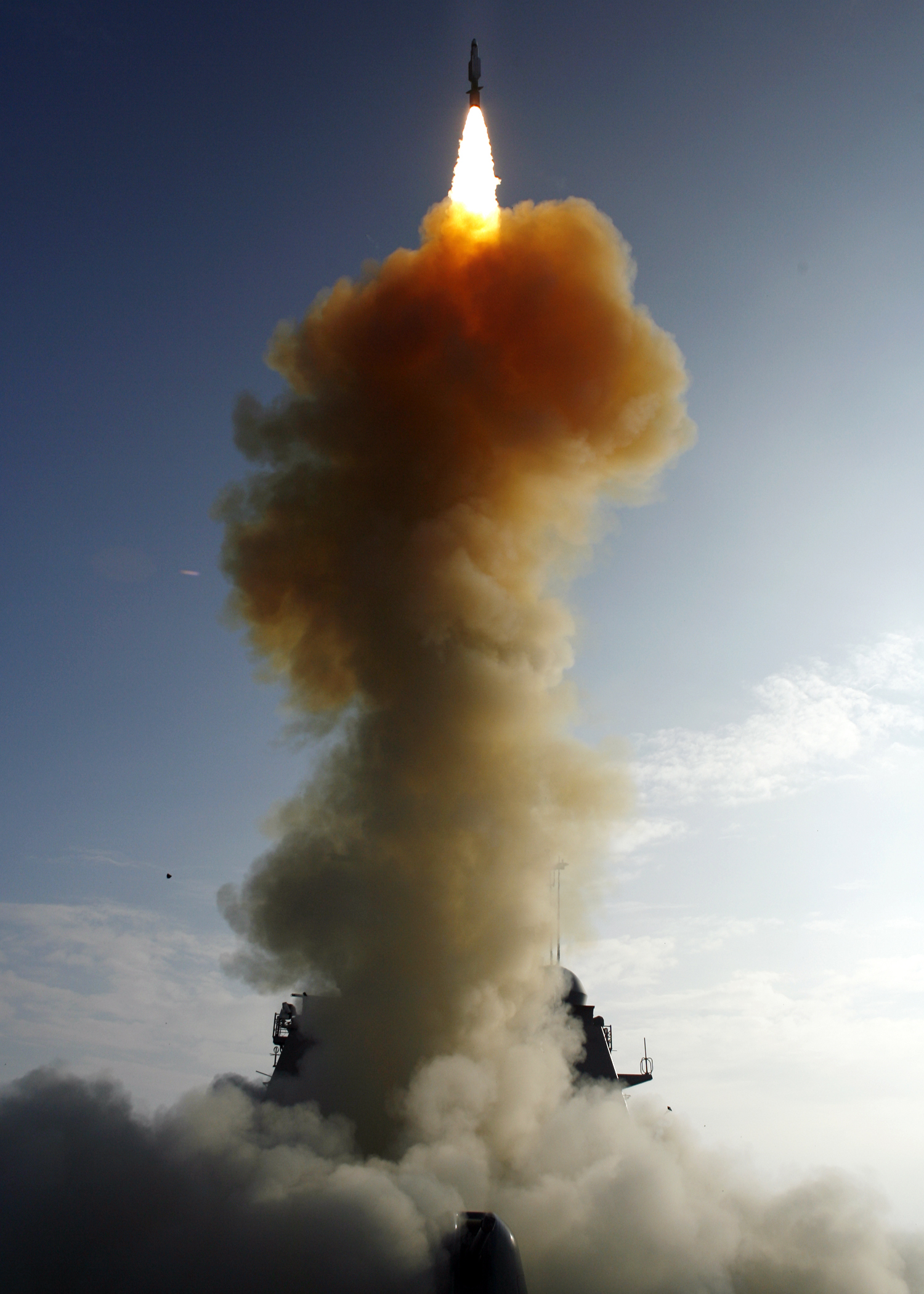
NROL-21の撃墜のため、SM-3を発射する「レイク・エリー」
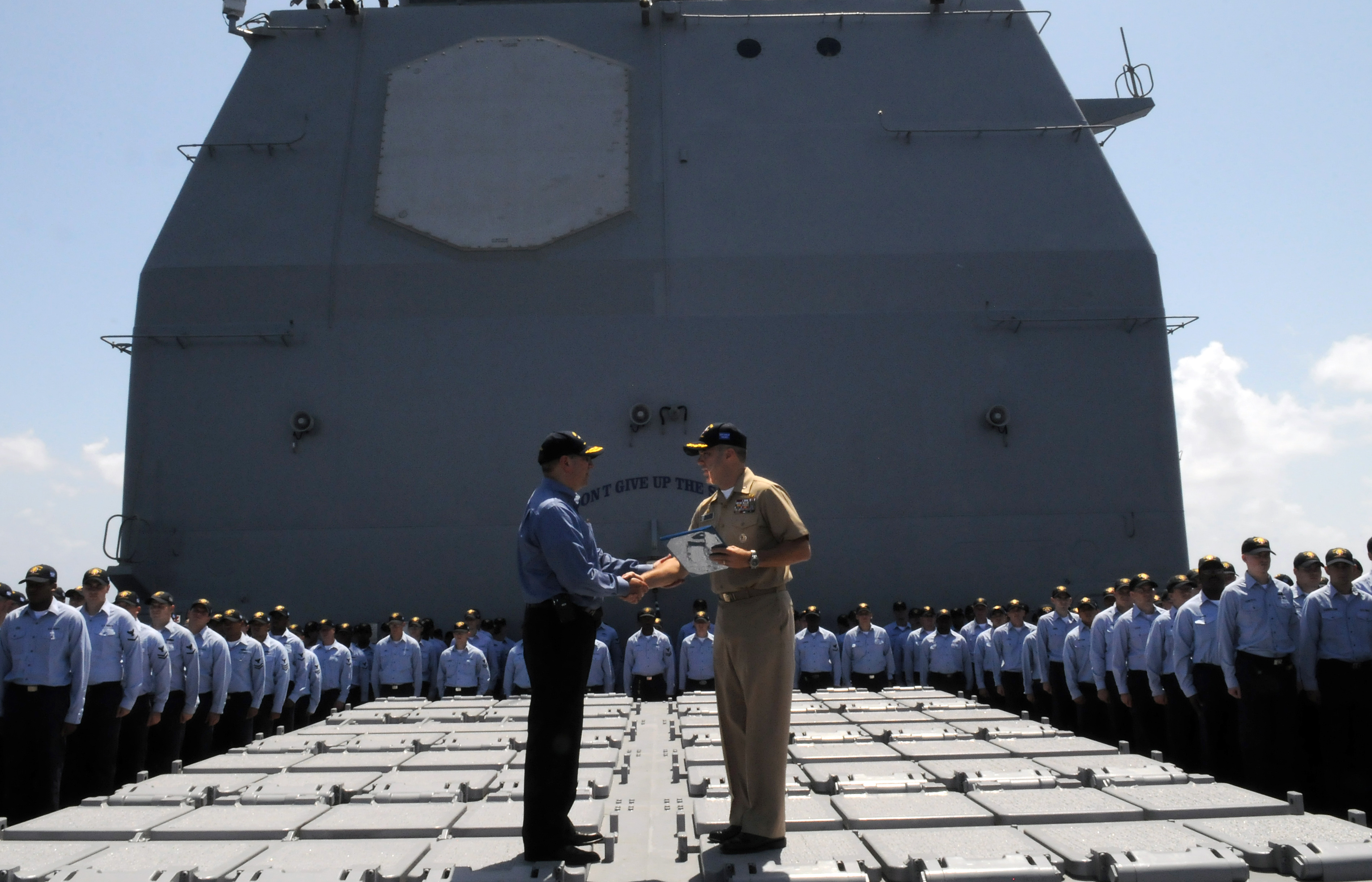
NROL-21の撃墜が成功したことでアメリカ合衆国海軍長官より賞を受けるボクサル艦長

## 注
1. ↑  Ship-based interceptor to be tested off Kaua'i, The Honolulu Advertiser, 2006 Jun. 21.
2. ↑  「海外艦艇ニュース 米タイコンデロガ級巡洋艦3隻が真珠湾で休息状態に」 『世界の艦船』第800集（2014年8月特大号）  海人社